# Magneuptychia inani
Espèce
Magneuptychia inani est une espèce d'insectes lépidoptères (papillons) de la famille des Nymphalidae, de la sous-famille des Satyrinae et du genre Magneuptychia.

## Dénomination
Magneuptychia inani a été décrit par Otto Staudinger en 1886 sous le nom initial d'Euptychia inani.

## Écologie et distribution
Magneuptychia inani est présent en Équateur et en Colombie.

### Protection
Pas de statut de protection particulier.